# 陈先运
陈先运（1962年9月—），男，汉族，山东成武人，中华人民共和国政治人物。山东农业机械化学院（现山东理工大学）动力系汽车设计与制造专业毕业，山东大学中国近现代史专业在职研究生学历。

## 生平
1984年加入中国共产党。历任山东省济南市科委科员、主任科员、副处长、处长、副主任；章丘市委副书记、代市长、市长、市委书记；中共济南市委常委、副市长等职。2011年1月调任中共德州市委副书记、市长。2013年3月当选中共临沂市委副书记，市政府市长。2015年2月调任山东省民政厅党组书记，4月任厅长。
2019年9月，因涉嫌严重违纪违法，主动投案，目前正在接受纪律审查和监察调查。